# 河南堂
河南堂是位于中国广州的一座基督教堂，位于海珠区（河南）洪德路洪德五巷，原名洪德堂。
1889年，美国同寅会牧师巴色古来到广州。1895年创建了岐兴中约礼拜堂。1934年，因开辟马路迁至现址，1935年4月13日，中国古典风格的新堂落成开幕，称中华基督教会洪德堂，面积800余平方米。1960年教堂大联合时成为联合堂点，真耶稣教会的凤安堂、金巴仑长老会的龙导尾堂都被并入该堂。不过几年后，1966年文化大革命爆发，洪德堂也被关闭，房屋被洪德五巷小学占用。1981年，成为广州第三个恢复开放的礼拜堂，改名为基督教河南堂。2008年底被列入广州市文物保护单位名单。

## 聚會時間
早堂 9:30
午堂 12:00